# Кенстович, Зыгмунт
Зыгмунт Кенстович (пол. Zygmunt Kęstowicz, 24 января 1921, Шакяй — 14 марта 2007, Варшава) — польский актёр театра, кино и телевидения.

## Биография
Детство провёл в белорусском городе Поставы, где у его родителей была аптека. В Вильно сдал выпускные экзамены и поступил в университет, где изучал право. 
В начале второй мировой войны был театральным актёром. Вступил в брак с Кристиной. В январе 1945 года Кенстович с семьёй были выселены из области Кресов. С начала 1950 года проживал в Варшаве. Получил актёрское образование и сдал экзамен экстерном. Выступал на сценах следующих театров, где снискал большую популярность: комедии лютни в Вильно (1940–1945), Городского в Белостоке (1945–1947), Камерального T.U.R. в Кракове(1947–1948), Драматического в Кракове (1948–1950), в варшавских театрах: Польском (1950–1952), Национальном (1952–1956), Народном (1952–1957), Комедийном (1957–1960), Польском (1960–1962), Классическом (1962–1965), Польском (1965–1966), Драматического (1966–1985) Охотном (1985–1990).
В 1960-х годах в роли Стефана Яблонского участвовал в постановке радиошоу «В Озёрах». Работа Кенстовича отмечена рядом наград. 1976 – премия «Золотой экран» (за телепрограмму «Pora na Telesfora»). Известен по участию в детской программе «Пятница с Панкратием». В 1995 году маршал Сейма и Сената наградил актёра орденом благодарности общества за работу в  радиошоу «В Озёрах». В последние десять лет своей карьеры играл Владислава Любича, старейшины семьи Любич, в одном из самых популярных польских телесериалов «Клан».   
Кавалер ордена Улыбки и член международного капитула этого ордена.
Был женат на Янине (1922–2018) детей не было. Последние годы страдал от онкологического заболевания. Похоронен на варшавском кладбище Старые Повонзки (участок 21-3-18).
В декабре 2017 года на фасаде дома по ул. Коморской 8 в варшавском районе Прага-Полудние, где жил Зигмунт Кенстович, была открыта мемориальная доска.

## Фильмография

### Кино
- 1953: Pościg
- 1954: Автобус отходит в 6.20 / Autobus odjeżdża 6.20 — Венцковский, сварщик
- 1956: Тень / Cień — Кнышин
- 1958: База мёртвых людей / Baza ludzi umarłych — Стефан Забава
- 1963: Dwa żebra Adama
- 1965: Jutro Meksyk (озвучивал Витольд Пыркош)
- 1967: Cześć kapitanie
- 1967: Paryż – Warszawa bez wizy
- 1969: W każdą pogodę
- 1970: Нюрнбергский эпилог
- 1970: Pejzaż z bohaterem
- 1970: Portfel
- 1970: Zapalniczka
- 1971: Trochę nadziei
- 1972: Путешествие за улыбку — водитель грузовика
- 1973: Die Schlüssel
- 1975: W te dni przedwiosenne
- 1976: Karino — Malinowski, dyrektor Służewca
- 1977: Солдаты свободы — Михал Роля-Жимерский
- 1978: Без наркоза
- 1979: Sekret Enigmy
- 1979: Tajemnica Enigmy
- 1981: Okolice spokojnego morza
- 1990: Корчак

### Сериалы
- 1964: Barbara i Jan (серии 6)
- 1965: Dzień ostatni — dzień pierwszy
- 1965: Podziemny front — Mechowski, żołnierz AL (серия 7)
- 1968: «Ставка больше, чем жизнь» (серия 18 «Разыскивается обергруппенфюрер Вольф»)
- 1970: Szal — Джон Хоупдин
- 1970: Четыре танкиста и собака (серии 18, 19, 20)
- 1971: Podróż za jeden uśmiech — kierowca ciężarówki (серии 1.)
- 1973: Чёрные тучи (серии 1., 2., 8., 9., 10.)
- 1973: Janosik (серии 9.)
- 1973: Stawiam na Tolka Banana — Sulka, właściciel warsztatu samochodowego (odc. 6.)
- 1974: Karino — Malinowski, dyrektor Służewca
- 1974: Najważniejszy dzień życia (серии 4. Gąszcz)
- 1976: Polskie drogi (серии 3., 4., 9.)
- 1976: Szaleństwo Majki Skowron — członek kierownictwa fabryki (серия 9.)
- 1997—2007: Klan — Władysław Lubicz

### Дубляж
- 1974: Die Schlüssel

## Награды
- Крест ордена Возрождения Польши[7]
- Крест кавалера ордена Возрождения Польши – (1980)
- Золотой крест Заслуги (1953)
- Медаль «10-летие Народной Польши» (1955)[8]
- Медаль «40-летие Народной Польши» (1985)
- Медаль «За заслуги при защите страны» (1973)
- Медаль Комиссии народного образования (1977)
- Знак Тысячелетия польского государства (1967)
- Медаль имени Генрика Йордана (1980, TPD)
- Орден Улыбки (1976)
- Medal Honorowego Klubu Dawców Krwi (1979)
- Medal im. Stanisława Staszica (1979)
- Medal 400-lecia stołeczności Warszawy (1997)
- Order Wdzięczności Społecznej – nagroda wręczana przez marszałków Sejmu i Senatu za udział w radiowej powieści „W Jezioranach” (1995)
- „Złoty Ekran” za program dla dzieci „Pora na Telesfora” (1977)
- Nagroda Prezesa Rady Ministrów za twórczość dla dzieci i młodzieży (1985)
- Nagroda Przewodniczącego Komitetu do Spraw Radia i Telewizji za wieloletnią współpracę artystyczną z polskim radiem i telewizją (1987)